# カランゲタン山
カランゲタン山（カランゲタンさん、インドネシア語: Gunung Karangetang, アピ・シアウ山（Api Siau）とも呼ばれる）は、インドネシアのシアウ島の北側に位置する活火山である。シアウ島には約2万2000人の人々が住んでいる。1675年以来41回噴火をしているインドネシア国内でも活発な活動をしている火山の1つである。なお、1997年に起きた火砕流では3名が死亡した。

## 近年の火山活動
2007年8月、噴火により近隣地域から住民が強制的に避難させられた。
2009年6月9日、インドネシア火山調査所は、カランゲタン山の噴火警報をレベルオレンジの状態に引き上げた。
2010年8月6日、カランゲタン山は再び噴火し、溶岩を噴出し、また火山灰を数百メートルの高さまで空中に噴き上げた。4人の村人が行方不明になった。
2011年3月11日、東北地方太平洋沖地震が太平洋全体に津波を引き起こした数時間後に、カランゲタン山は再度噴火した。溶岩や高温のガス雲は山の斜面上に放出されたが、深刻な被害または死亡者の報告はなかった。
2013年9月2日、カランゲタン山は再び噴火した。